# Marcilly-la-Campagne
Marcilly-la-Campagne är en kommun i departementet Eure i regionen Normandie i norra Frankrike. Kommunen ligger i kantonen Nonancourt som tillhör arrondissementet Évreux. År 2022 hade Marcilly-la-Campagne 1 117 invånare.

## Befolkningsutveckling
Antalet invånare i kommunen Marcilly-la-Campagne
Referens:INSEE